# 九鬼隆張

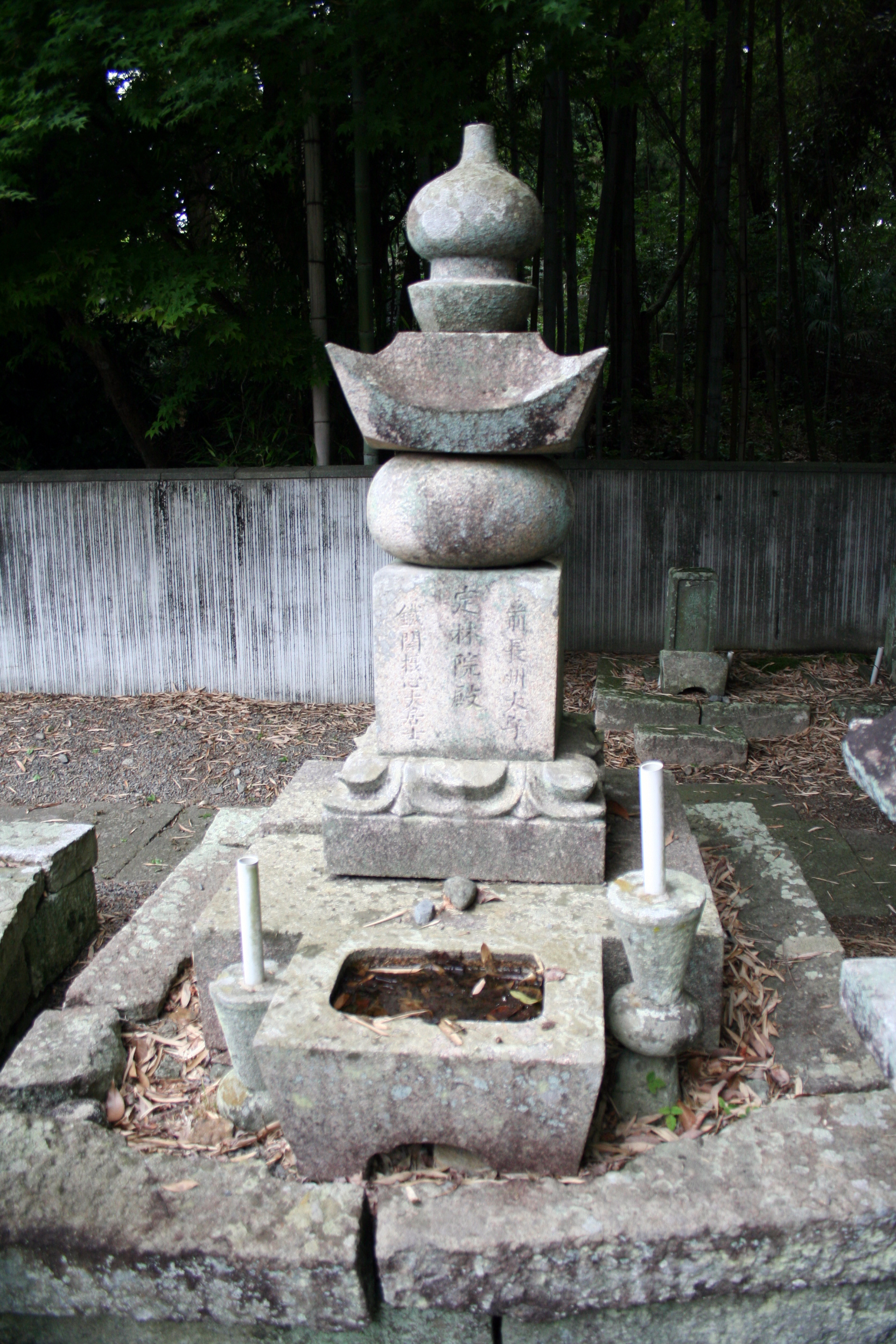
九鬼隆張の墓（兵庫県三田市心月院）

九鬼 隆張（くき たかはる、延享4年（1747年） - 文政4年7月30日（1821年8月27日））は、摂津三田藩の第9代藩主。九鬼氏21代当主。
第8代藩主・九鬼隆邑の長男。正室は島津久柄の娘。子は九鬼隆国（長男）、娘（小堀邦明室）。官位は従五位下。長門守。加賀守。
三田で生まれる。幼名は孝之助。天明5年（1785年）11月14日、父の隠居で跡を継いだ。1798年2月6日、長男の隆国に家督を譲って隠居したが、なおも隆国の後見人として実権は掌握した。文政4年（1821年）7月30日、江戸で死去した。享年75。法号は心月院、定林院。